# Izsiljevanje
Izsiljevanje je dejanje, ki žrtev prisili, da kaj stori ali opusti v svojo ali tujo škodo. Izsiljevanja pogosto ostanejo prikrita in nekaznovana, ker je žrtev iz strahu storila, kar je od nje zahteval izsiljevalec in zadeve ni prijavila.
Izsiljevanja pogosto potekajo preko izsiljevalnih pisem, ki jih storilec pusti žrtvi ali ji ga pošlje preko pošte. Po navadi gre pri tem za pisma v katerih zahteva premoženjsko korist ali pa od žrtve zahteva, da česa ne stori ali ne objavi. Pojavljajo se tudi izsiljevanja v katerih storilec v zameno, da on ne bo razkril določenih podatkov, zahteva plačilo ali kakšno drugačno uslugo.

## Zakonska opredelitev
218. člen Kazenskega zakonika Republike Slovenije pravi o izsiljevanju naslednje:
(1) Kdor z namenom, da bi sebi ali komu drugemu pridobil protipravno premoženjsko korist, s silo ali resno grožnjo koga prisili, da kaj stori ali opusti v škodo svojega ali tujega premoženja ali kdor na takšen način izterja dolg, se kaznuje z zaporom do petih let.
(2) Enako se kaznuje kdor z namenom, da bi sebi ali komu drugemu pridobil protipravno premoženjsko korist, komu zagrozi, da bo o njem ali o njegovih bližnjih odkril kaj, kar bi škodovalo njihovi časti ali dobremu imenu, in ga s tem prisili, da v škodo svojega ali tujega premoženja kaj stori ali opusti ali kdor na takšen način izterja dolg.
(3) Če dejanje iz prvega ali drugega odstavka tega člena stori dvoje ali več oseb ali če je storjeno z uporabo orožja ali nevarnega orodja ali na posebej surov in poniževalen način, se storilec kaznuje z zaporom od enega do osmih let.